# Ludovic Drapeyron
Ludovic Drapeyron, né le 16 février 1839 à Limoges et mort le 9 janvier 1901 à Paris, est un géographe et historien, fondateur de la Revue de géographie et de la Société de topographie.

## Biographie
Ludovic Drapeyron est bachelier en 1859 et entre à l'École normale supérieure. Licencié-ès-lettres en 1860, puis agrégé d'histoire-géographie en 1862, il est nommé professeur au lycée de Besançon. En 1869 il est docteur-ès-lettres après avoir soutenu en Sorbonne une thèse sur l'empereur Héraclius. Il a alors un poste de professeur  au Lycée Napoléon (Henri IV) en remplacement de Pierre Émile Levasseur qui entre au Collège de France. En 1871 il rejoint le lycée Charlemagne où il reste professeur durant vingt huit ans, jusqu'en 1899.

### Création de la société de topographie
Ludovic Drapeyron fonde la Société de Topographie en  1876 dont il est secrétaire général, avec le cartographe Frédéric Hennequin, président. Dans le numéro 1 du bulletin le but fixé est défini ainsi : « Le Bulletin de la Société a pour but de faire pénétrer la science topographique jusque dans les parties les plus reculées de la France ; il s'adresse à tout le monde, mais plus  spécialement aux instituteurs, qui, grâce à lui, se tiendront  au courant de tout ce qui intéresse l'enseignement topographique. Il renfermera deux parties qui seront rédigées par  des spécialistes : la pédagogie et la cartographie. Qu'on se  rappelle bien en effet que le but de la Société de topographie  est de fournir à tous les professeurs et à tous les instituteurs le moyen d'enseigner la géographie par la topographie. Il faut que chacun puisse faire le plan de sa maison, de son champ, constater l'importance de la parcelle de terre qu'il possède, par rapport à la commune, au canton, à l'arrondissement, au département, à la France, au globe. Cet enseignement doit s'adresser directement aux yeux et la théorie  le céder ici entièrement à la pratique. »

### Création et direction de la Revue de géographie
Ludovic Drapeyron est le fondateur et le directeur de la Revue de Géographie dont le premier numéro paraît au premier semestre 1877. Il assume la direction jusqu'à sa mort en 1901.  
Ludovic Drapeyron défend une conception qui place la géographie très haut puisqu'elle « centraliserait, au profit de l'histoire, toutes les connaissances humaines. La Géographie apparaît désormais comme le levier des sciences politiques ».  Les réformes dont il propose la mise en œuvre : une École nationale de géographie, l'agrégation de géographie, sont inacceptables pour les historiens universitaires. 
Dans les années 1872 Ludovic Drapeyron est avec Paul Vidal de la Blache, et Pierre Foncin un des trois promoteurs d'une nouvelle géographie, chacun d'eux incarnant une géographie particulière. Grâce à l'impulsion de Drapeyron  une part est faite à la topographie dans les divers programmes de l'enseignement primaire et secondaire et de nouvelles chaires de géographie sont créées dans les Facultés des lettres et des sciences.

### Autres engagements
Pendant le siège de Paris et la Commune, il collabore à la Concorde et à l'Électeur Libre et critique vigoureusement les actes du Comité central.

### Récompenses
En 1889 Ludovic Drapeyron est nommé chevalier dans l'Ordre de la légion d'honneur. Il est également officier de l'instruction publique

## Publications

### Publications de réflexions et propositions sur la géographie et la topographie
- "Que la géographie est une science grâce à la topographie où est démontrée la nécessité d'un enseignement géographique complet et centralisé" Discours prononcé dans le grand amphithéâtre de la Sorbonne, le 8 avril 1885 Paris : Institut Géographique de Paris. Ch Delagrave , 1885
- Jeanne d'Arc, application de la géographie à l'étude de l'histoire  Paris, C. Delagrave , 1892
- Les travaux géographiques de Cassini de Thury, auteur de la première carte topographique de la France Amsterdam, Theatrum Orbis Terrarum , 1971
- Le congrès géographique international de Venise (septembre 1881) Paris, Ch. Delagrave , 1882
- La géographie et la politique : Applications de la géographie à l'étude de l'histoire et de la politique, suivies d'un plan de réforme de l'enseignement géographique en France en vue de l'éducation politique du Pays, Paris, [s.n.], 1880
- Comment Michelet est devenu historien et géographe (conférence faite le 12 juillet 1898 aux élèves du lycée Charlemagne pour son centenaire) Paris, C. Delagrave , 1898
- Nouvelle méthode d'enseignement géographique : d'après les résolutions du Congrès géographique(co-auteur Frédéric Hennequin) Paris, Librairie militaire J. Dumaine, 1876
- Plan d'une école nationale de géographie, présenté au nom de la Société de topographie de France  Beaugency, 1884... impr. de Laffray (consultable sur Gallica)

### Ouvrages de géographie et d'histoire
- L'empereur Héraclius et l'Empire byzantin au VIIe siècle Paris, E. Thorin , 1869, 415 p. (consultable sur google livres)
- Un projet français de conquête de l'empire Ottoman au XIVe et au XVIIe siècles  Paris : Revue des deux mondes , 1876
- Les Carlovingiens en Limousin : transmission des institutions féodales à la partie ouest du Massif central  Paris : E. Thorin , 1884
- L'aristocratie romaine et le concile, Paris, Thorin, 1870 (consultable sur Google livres)
- Les deux Buache et l'éducation géographique de trois rois de France (Louis XVI, Louis XVIII, Charles X) avec documents inédits: toponymie et topographie Paris, 1888 Institut Géographique de Paris, 79 p.

### Essais liés à l'actualité politique
- L'Europe, la France et les Bonaparte, Paris; Thorin, 1871, 32 p.(consultable sur Google livres)
- Les deux folies de Paris: juillet 1870 - mars 1871 (co-auteur Ernest Seligmann), Paris, 1872, Michel Lévy frères, 352 p. (consultable sur Google livres)